# Barnsley
Barnsley este oraș și un Burg Metropolitan în cadrul Comitatului Metropolitan South Yorkshire în regiunea Yorkshire and the Humber. Orașul cel mai important din districtul metropolitan este Barnsley. Are o suprafață de 25,7 km². Populația este de 245.199 locuitori, determinată în 2018.

## Orașe în cadrul districtului
- Barnsley;
- Penistone;
- Wombwell;

## Personalități născute aici
- Pete Brown (n. 1968), scriitor.